# Jerry Jeff Walker
Jerry Jeff Walker, född Ronald Clyde Crosby den 16 mars 1942 i Oneonta, New York, död 23 oktober 2020 i Austin, Texas, var en amerikansk countrymusiker, huvudsakligen i den genre som kallas outlaw country.
Walker inledde sin karriär i bandet Circus Maximus 1967. Det spelade in två album innan det lades ner, varpå Walker 1968 gav ut sitt solodebutalbum Mr. Bojangles. Titelspåret "Mr. Bojangles" har kommit att bli hans mest kända sång och har även spelats in bland annat av Nitty Gritty Dirt Band, Bob Dylan, Neil Diamond och Nina Simone.
1971 flyttade Walker från New York till Austin, Texas och har sedan dess förknippats med staden och den där framväxande outlaw country-rörelsen.

## Diskografi (urval)
Album
- 1968 – Mr. Bojangles
- 1969 – Driftin' Way of Life
- 1969 – Five Years Gone
- 1970 – Bein' Free
- 1972 – Jerry Jeff Walker
- 1973 – Viva Terlingua
- 1974 – Walker's Collectibles
- 1975 – Ridin' High
- 1976 – It's a Good Night for Singin'
- 1977 – A Man Must Carry On
- 1978 – Contrary to Ordinary
- 1978 – Jerry Jeff
- 1979 – Too Old to Change
- 1981 – Reunion
- 1982 – Cowjazz
- 1988 – Gypsy Songman
- 1989 – Live from Gruene Hall
- 1991 – Navajo Rug
- 1992 – Hill Country Rain
- 1994 – Christmas Gonzo Style
- 1994 – Viva Luckenbach!
- 1995 – Night After Night
- 1996 – Scamp
- 1998 – Cowboy Boots and Bathin Suits
- 2001 – Gonzo Stew
- 2003 – Jerry Jeff Jazz

Singlar
- 1969 – "Mr. Bojangles"
- 1972 – "L.A. Freeway"
- 1973 – "Desperados Waiting for a Train"
- 1973 – "Up Against the Wall Redneck Mother"
- 1975 – "Jaded Lover"
- 1976 – "It's a Good Night for Singing"
- 1977 – "Mr. Bojangles" (Live)
- 1981 – "Got Lucky Last Night"
- 1989 – "I Feel Like Hank Williams Tonight"
- 1989 – "The Pickup Truck Song"
- 1989 – "Trashy Women"
- 1994 – "Keep Texas Beautiful"